# Kenderes
Kenderes è una città ungherese di circa 5 300 abitanti nella contea di Jász-Nagykun-Szolnok. Sorge nella grande pianura ungherese e l'economia si fonda prevalentemente sull'agricoltura. Ha ottenuto lo status di città nel 2004.